# Veillonia alba
Genre
Espèce
Classification phylogénétique
Veillonia alba est une espèce de la famille des Arecaceae (Palmiers). Cette espèce endémique de Nouvelle-Calédonie est la seule du genre Veillonia décrite à l'heure actuelle.

## Description
- Stipe. Les stipes sont solitaires, de taille moyenne, de couleur marron-verte et encerclés d'anneaux espacés à intervalles réguliers. Ils mesurent jusqu'à 7 mètres de hauteur et font 12 cm de diamètre. Le haut du tronc est entouré d'une couche de cire.
- Feuilles. Une dizaine de feuilles composent la couronne. Le manchon central mesure environ 1 mètre et est d'une couleur vert-blanchâtre ; il est entouré de cire à la base. Le pétiole mesure jusqu'à 60 cm de long, et la palme, au rachis arqué, peut mesurer jusqu'à 3 mètres, avec des écailles squameuses sur le dessous. Environ 45 segments rigides, crochus, aux nervures proéminentes, sont disposés de chaque côté le long du rachis central. Les folioles mesurent de 5 mm à 6,2 cm de largeur, et de 24 cm à 1,2 m de long.

## Classification
- Sous-famille : Arecoideae
  - Tribu : Areceae
    - Sous-tribu : Iguanurinae

Le genre partage sa sous-tribu avec de nombreux autres genres. Il est apparenté au genre Burretiokentia.

## Habitat
L'unique espèce du genre pousse en Nouvelle-Calédonie, dans le Nord-Est de la grande terre, sur le massif du mont Panie et aux alentours, dans des forêts humides, sur un sol composés de schiste et de gneiss. Elle pousse à une altitude de 200 à 600 mètres, mais on la retrouve également à plus haute altitude, ou sur le bord de mer, de manière plus isolée.

### Veillonia
- (en) NCBI : Veillonia (taxons inclus)
- (en) GRIN : genre Veillonia  H. E. Moore (+liste d'espèces contenant des synonymes)

### Veillonia alba
- (en) NCBI : Veillonia alba (taxons inclus)
- (en) Photos et description de Veillonia alba sur le site de la Palm and Cycad Societies of Australia